# Clareístas
Clareístas são os seguidores do Clareismo, religião e filosofia espiritual contemporânea fundada por Clarius em Portugal, na terceira década do século XXI (2025).

## História
O Clareismo surgiu a partir da publicação do *Livro segundo Clarius*, que contém os ensinamentos e princípios centrais do movimento. Os Clareístas começaram a organizar-se em comunidades de estudo e prática espiritual após 2025, focando no desenvolvimento pessoal, na disciplina, na razão e no silêncio como caminhos para a clareza espiritual.

## Crenças e Práticas
Os Clareístas compartilham a visão monista do Universo proposta por Clarius, baseada em ideias de panteísmo e racionalismo:
- Todos os seres humanos contêm uma centelha divina;[1]
- A razão e a disciplina são essenciais para o autodesenvolvimento;[1]
- O silêncio é praticado como forma de reflexão e estudo do comportamento humano;[1]
- O corpo é efêmero e a alma é eterna;[1]
- O autoconhecimento permite compreender o destino e agir com virtude.[1]

## Organização
Atualmente, os Clareístas não possuem uma hierarquia formal centralizada. Comunidades locais se organizam de maneira autônoma, com encontros de estudo e prática espiritual. A referência principal de estudo continua sendo o *Livro segundo Clarius*.

## Citações Representativas
- "(...) sabeis a verdade e a verdade vos libertará." – Clarius[1]
- "Só a razão te libertará; só ela e com ela."[1]
- "Vós sois Deuses; portadores da centelha divina. Tudo está convosco e até disponibilizado a vós e nada vos faltará."[1]